# Pino Arpioni
Pino (Giuseppe) Arpioni (Empoli, 19 marzo 1924 – Firenze, 3 dicembre 2003) è stato un educatore italiano, collaboratore di Giorgio La Pira e fondatore dell'Opera per la Gioventù dedicata a La Pira.

## Biografia
Ultimo di quattro fratelli, Pino Arpioni rimane orfano a un anno. Studia e diventa perito aeronautico. Arruolato militare, viene catturato a Pordenone dalle forze di occupazione tedesche all'indomani dell'armistizio dell'8 settembre 1943 e fra il 1943 e il 1945 fu internato in diversi campi di concentramento in Germania come Internato Militare Italiano (IMI).

## Incarichi pubblici
Nel 1951 è presidente diocesano della Gioventù Italiana Azione Cattolica (GIAC). Nello stesso anno diventa consigliere comunale a Firenze nella giunta del sindaco Giorgio La Pira. È nominato assessore al lavoro nella seconda giunta La Pira formata il 29 agosto 1956 con un'alleanza DC-PSDI. La Pira gli affida i cantieri di lavoro, nati per alleviare la grave disoccupazione. Nella stessa giunta è presente anche il futuro sindaco di Firenze Piero Bargellini, come assessore ai convegni e manifestazioni culturali. Dopo le elezioni comunali dell'1-2 marzo 1960, Pino Arpioni diviene assessore al personale del Comune di Firenze nella prima giunta di centro-sinistra in Italia (DC-PSDI-PSI), sempre guidata dal sindaco Giorgio La Pira. Nel 1974 diviene commissario del movimento giovanile DC, chiamato dal segretario della DC Amintore Fanfani. Si presenta alle elezioni della Camera dei Deputati del 20 giugno 1976 nella circoscrizione Firenze-Pistoia nella lista della DC con capolista Giorgio La Pira. Negli anni novanta è presidente dello Spedale degli Innocenti di Firenze.

## Campi scuola e villaggi
Durante l'internamento in Germania Pino Arpioni matura l'idea di realizzare campi scuola per ragazzi e adolescenti. L'intento è la formazione dei giovani sotto l'aspetto religioso e sociale. Infatti, nel primo dopoguerra è forte la necessità di cancellare l'influenza del totalitarismo fascista anche in campo educativo. Del 1948 è il primo campo scuola a Pian degli Ontani (Abetone). Dal 1950 i campi-scuola estivi: a Montecocco (1950) al Falzarego (1951), a Piandelagotti (1952). Nel 1952 organizza un campo al mare all'isola d'Elba. Nel 1954 un villaggio permanente a Pian degli Ontani (villaggio "il Cimone"). Del 1955 è il villaggio "La Vela" situato su un piccolo promontorio all'ingresso di Castiglione della Pescaia (Grosseto).. L'attività dei villaggi "Il Cimone" e "La Vela" prosegue ininterrotta fino ad oggi.  Circa 30.000 ragazzi e ragazze hanno preso parte ai campi scuola nel corso di oltre cinquanta anni.

## L'Opera per la Gioventù "Giorgio La Pira"
L'Opera per la Gioventù “Giorgio La Pira”, ONLUS nel campo dell'educazione giovanile con sede
a Firenze, fu fondata nel 1959 da Pino Arpioni, collaboratore di Giorgio La Pira.
L'attività dell'Opera si ispira alla figura di Giorgio La Pira, Sindaco di Firenze, nella formazione sociale e religiosa dei giovani, attraverso il dialogo nelle sue dimensioni ecumeniche, interreligiose e interculturali, con lo scopo di costruire la pace, impegnandosi secondo la sollecitazione neotestamentaria spes contra spem (cfr Rm 4,18).
Nel tempo, l'Opera diviene luogo e centro di organizzazione anche di seminari di importanza
nazionale e di incontri tra i giovani di tutto il mondo. Il “campo internazionale” a La Vela
(Grosseto) parte all'inizio degli anni ottanta nell'ottica lapiriana dello scambio fra chiese e culture diverse e popoli di oriente e occidente. Nel 1979 Arpioni iniziò un dialogo ecumenico con la Chiesa anglicana in Inghilterra, che poi si allargò ad altre chiese e religioni fra cui la chiesa Ortodossa.
All'indomani del viaggio di ragazzi italiani in Inghilterra nel 1979, per alcuni anni vi furono scambi di giovani e incontri ecumenici con anglicani a La Vela. Poi nel 1984, nel 25º anniversario del primo viaggio a Mosca di La Pira, il primo pellegrinaggio in Russia, dove inaspettatamente si aprì un ampio credito verso l'Opera, che ha permesso di ripetere ogni anno l'esperienza e di far venire in Italia sia seminaristi del Patriarcato Ortodosso, che studenti dell'Istituto delle relazioni internazionali (i futuri diplomatici) con i loro insegnanti. Tutti i viaggi dell'Opera a Mosca, a San Pietroburgo e in Terra Santa, si fondano sulle “ipotesi di lavoro” del professore: l'essere operatori di pace e di unità, in ambito religioso, culturale e politico. Dunque, l'incontro e la discussione con gli studenti russi, israeliani e palestinesi, per varcare il sentiero più difficile del cammino di unità della triplice famiglia di Abramo. La pace di Gerusalemme non era “una pace”, era “la pace”. I giovani dovevano allora andare a Gerusalemme a compiere, come avrebbe detto La Pira, “un atto di fede, e perciò storico e politico”. Nel Suo disegno provvidenziale ci avrebbe poi pensato il Signore a far maturare il seme gettato. Nell'ottica della fede anche il gesto più umile avrebbe potuto, nei modi e nei tempi voluti dal Signore, scardinare tutto.
Adesso, studenti dell'Istituto Statale per le Relazioni Internazionali di Mosca partecipano
regolarmente al campo internazionale, così come ragazzi provenienti da numerosi altri paesi, ad
esempio, nel 2009, Albania, Congo, Israele, Italia, Palestina, Russia, Senegal e Yemen.

## Riconoscimenti
Nel 2004 il Consiglio regionale della Toscana gli ha assegnato una medaglia alla memoria per la sua azione educativa.
Alla sua memoria è stato dedicato il premio "Prima di tutto la vita" del 2005 del Progetto Agata Smeralda ONLUS. A lui sono dedicate vie a Greve in Chianti (FI) e a Le Palaie (FI).

## Nomadelfia
Pino Arpioni ha vissuto gli ultimi due anni della sua vita a Nomadelfia, dove ha voluto essere sepolto.